# Pterolophia kinabaluensis
Pterolophia kinabaluensis är en skalbaggsart som beskrevs av Stefan von Breuning 1982. Pterolophia kinabaluensis ingår i släktet Pterolophia och familjen långhorningar. Inga underarter finns listade i Catalogue of Life.